# ピーリー・レイースの地図

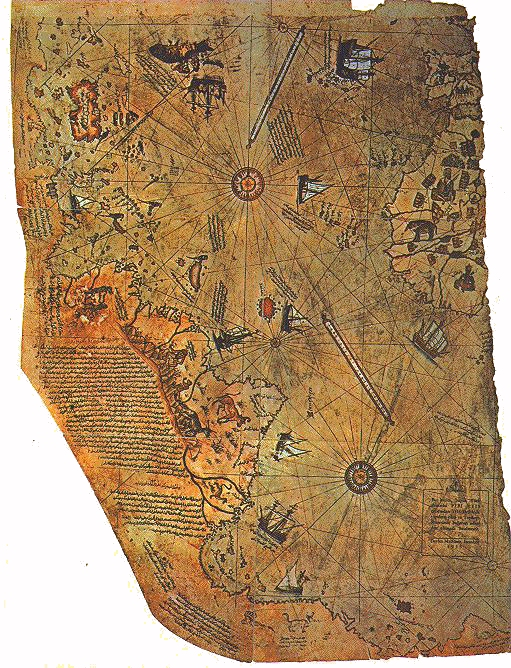
ピーリー・レイースの地図

ピーリー・レイースの地図（ピーリー・レイースのちず）は、オスマン帝国の海軍軍人ピーリー・レイース（「ピーリー提督」。本名はアフメット・ムヒッディン・ピーリー Ahmet Muhiddin Piri、もしくはアフメット・イブニ・エル＝ハジュ・メフメット・エル＝カラマニ Ahmet ibn-i el-Haç Mehmet El Karamani。1465? - 1554年）が作成した現存する2つの世界地図のうち、1513年に描かれた地図のことを指す。ピリ・レイスの地図、トプカプの地図とも。

## 概要
当時知られていた最新の地理知識を使ったと考えられる航海地図で、1929年にイスタンブールのトプカプ宮殿博物館に収蔵された写本類の中から発見された。地図はガゼルの羊皮紙で作られたもので、インド洋を描いていたと思われる右半分は失われてしまっており、現存する部分は大西洋を中心に描いた左半分の断片である。
大西洋を描く残存断片はこの海域の航海図になっており、陸地としてイベリア半島とアフリカ大陸北西部、南北アメリカの東海岸、および南アメリカから伸びる陸地が描かれている。南アメリカから伸びた陸地には、周辺を航行する船と、動物が描かれ、左の方にはジパングがある。
この地図は、クリストファー・コロンブスがアメリカ大陸を「発見」し、アメリゴ・ヴェスプッチが南アメリカを調査してから間もない時期に描かれているにもかかわらず、アメリカ大陸を非常に詳細に描いており、コロンブスやヴェスプッチの原図が失われた現在では、アメリカ大陸を描いた史上最古の地図といわれる。
地図に付された文によると、この地図は1513年に作成され、1517年にエジプトを征服したセリム1世に献呈された。ピーリー・レイースは、総計で33枚の地図を参考にしたという。ピーリー・レイースが地図を描くにあたって参考にした情報源には、2000年前の古地図やマッパ・ムンディと呼ばれるイスカンダル王（紀元前4世紀のアレクサンドロス大王のこと）の時代から伝わるものを含んでいたともいわれる。8枚はイスラム世界の地理学者のもの、4枚はポルトガルの航海者の作成したもの、1枚はコロンブスの新大陸地図であるといい、残り20枚の詳細は明らかにされていない。
羅針図と尺度が描かれており、ヨーロッパ製海図を模倣して描かれた可能性が強い。
パナマ地峡やマゼラン海峡が記載されておらず、主としてコロンブスの発見から1510年頃までの知見を反映していると言われ、この地図によってコロンブスの業績がわかると注目された。
地図は現在もイスタンブールのトプカプ宮殿に保管されているが、平時は一般公開されていない。
トプカプ・サライ博物館所蔵の地図にはデマルカシオンの知識が盛り込まれ、トルデシリャス条約による取り決めがヨーロッパ外の地図にまで痕跡を残している。

## オーパーツ説
この地図には、南アメリカの南から伸びた陸地がさらに東に伸び、大西洋の南へアフリカ大陸の下に回り込むように地図中に書き込まれているという不可解な点がある。この陸地は、地図が描かれた時代よりもかなり後の19世紀に発見された南極大陸の北岸とも思われることから、歴史史料としてよりも、むしろオーパーツとして世界的に有名になっている。
オーパーツ説を採る人々は、ピーリー・レイースがイスカンダル王の時代から伝わる資料を基に地図を作成したため、古代から伝わる南極に関する正しい知識を利用することができた傍証であると考えている。

### オーパーツ説の根拠
ピーリー・レイースの地図を常識ではありえないとし、オーパーツだとする立場の人々の主張は以下のようなものである。
南極大陸の陸地の完全な描写がなされている。
南極大陸は、発見が1818年、全陸地の地形の地図化成功が1920年であるが、この地図には1513年当時、未発見であり、しかも氷に閉ざされていて当時の技術では観測不能であるはずの南極大陸の輪郭が描かれている。
南北アメリカ大陸の海岸線が描かれている。
コロンブスのアメリカ大陸到達は1492年であるが、それから20年少々しか経っていない1513年に海岸線の調査が進んでいるわけがない。
地形の歪み方が正距離方位図法のようである。
地形の歪み方や位置が、地図の図法の一種「正距方位図法」を用いて描いたものによく似ているが、正距方位図法でこれほどの地図を作るには、各地点の緯度、経度を正確に計らなくてはならない。しかし、経度の測定法が確立するのはクロノメーターが発明された18世紀である。

### 懐疑的な意見
ピーリー・レイースの地図をオーパーツではないとする立場の人々は、南極大陸と思われているものは、南アメリカ大陸であると主張している。南アメリカ大陸を南極大陸の位置に書いているという説で、次の説明がなされている。そして、正確に南極の位置を知って正確に描いたという前提は成り立たないとしている。
南北アメリカ大陸の海岸線が描かれている。
コロンブスのアメリカ大陸到達は1492年であるが、それから20年少々しか経っていない1513年の時点でも、海岸線の調査が進められていた。従って、当時の技術でも測定は可能であったはずである。
南極大陸と思われる大陸の海岸線は南極大陸よりむしろ南アメリカの海岸線に近い。また、南極とするには緯度が高い。
地図にははっきり地名が記されているが、「南極」などとは書かれていない。さらに「灼熱の砂漠」という表記もある。南アメリカ大陸の太平洋沿岸部に砂漠が存在することを知っているということは、当時の調査が極めて詳細に行われていたことを意味する。
地図左上の色の濃い島はizle destania（エスパニョーラ島）と記されており、南極（と主張されている線）が南米の南端から中米まで延々と伸びている。
地図の南極大陸とされる部分に描かれた動物は南アメリカ大陸に生息するグアナコと考えられる。
正距方位図法を用いて描いた場合は地図のような南極大陸の輪郭にはならない。
南極を描いていると仮定すると「正距方位図法で描かれており図と南極大陸の輪郭がずれている」か「輪郭は衛星写真のように正確だが図法は正距方位図法ではない」のどちらかになり、ピーリー・レイースの地図＝正距方位図法説は成立しない。「正距方位図法だが地形も正確」な地図は現代では作成不可能であることが明らかになっている。
地図はガゼルの羊皮紙で作られたもので、高価なガゼルの羊皮紙の限られたスペースに地図を収めるため、地形を曲げたと見る方が不自然ではない。
南極は3400万年前から寒冷化が始まり、1400万年前から氷河に覆われたままという痕跡が見つかっており、南極が凍結していない時代に人類が文明を築いた可能性は皆無に近い。